# ДЮСШ «Рекорд» (женский клуб по хоккею с мячом)
«ДЮСШ Реко́рд» — женский клуб по хоккею с мячом из Иркутска. Одна из самых титулованных команд России. Среди воспитанниц клуба — мастера спорта международного класса Оксана Дмитриева, Зоя Именохоева, Ольга Некрасова, Наталья Меркулова.

## История

### 1980-е годы
Команда была создана в 1986 году при Иркутском заводе радиоприёмников им. 50-летия СССР Р. Б. Гляуделем, и в середине декабря этого же года в Красноярске был проведён турнир на призы газеты «Красноярский рабочий». В нём наряду с командами «Станкоагрегат» (Москва). Энергия (Новосибирск). «Спарта» (Красноярск). «Сигнал» (Ульяновск) участвовали хоккеистки иркутского «Рекорда» (тренер инструктор физкультуры завода «Рекорд» Гляудель Ромуальд Брониславович). Победили в турнире москвички (тренер член сборной СССР по хоккею на траве Наталья Бузунова), иркутянки заняли последнее место. Состав команды «Рекорд» (Иркутск) 1986—1987 годов:
- Елена Валеева (бывшая волейболистка)
- Елена Царькевич (бывшая волейболистка)
- Татьяна Назаренко (бывшая лыжница)
- Алла Позднякова (бывшая лыжница)
- Вероника Леонова (бывшая лыжница)
- Ирина Синявская (бывшая конькобежка)
- Елена Темникова (бывшая конькобежка)
- Анна Тарбеева (бывшая конькобежка)
- Оксана Ян До Ки (бывшая конькобежка)
- Марина Донская (бывшая конькобежка)
- Ольга Стрельцова (бывшая фигуристка)

Женский хоккей был включён в программу Спартакиады народов РСФСР. В 1989 был проведён Кубок СССР, начали проводиться международные матчи.

### 1990-е годы
В апреле 1990 года образована Ассоциация женского хоккея с мячом России. В ноябре 1991 года сборная СССР победила в третьем чемпионате Европы (проводился в формате «ринка»), проходившем в Томске, выиграв в финале у финок 4-3 (в первом наша сборная не участвовала, а на втором заняла третье место). В турнире участвовали также команды Швеции, Норвегии и Нидерландов.
С 1992 года в России начали проводить Чемпионат и Кубок страны. В начале 90-х здесь побеждали московский «Октябрь», архангельский «Буревестник», мурманская «Арктика». На видных ролях пребывали екатеринбургский и красноярский «Локомотив». Теперь эти команды вместе с московским «Красным октябрём» играют в хоккей с шайбой.
Со второй половины 90-х и по сей день в российском женском хоккее с мячом безраздельно властвует и достойно представляет страну на мировой арене иркутский «Рекорд», помимо указанных команд в турнирах были представлены команды Уфы («Надежда»), Казани и Красногорска.
Первый крупный успех «Рекорда» связан с началом 1991 года. Значительно обновлённая команда (на смену безвременно скончавшемуся Р. Б. Гляуделю пришёл молодой тренер Евгений Белоусов, а из состава 1986 года осталась лишь Татьяна Лёшина) выиграла Чемпионат СССР среди девушек. Имея десять очков из двенадцати, в последнем решающем матче иркутянки встречались с командой Мурманска. По ходу встречи игроки «Арктики» вели, но всё же, забив в конце игры 2 мяча, «Рекорд» праздновал победу. В сезоне 1992/93 команду «Рекорд» взяла под покровительство известная тогда фирма «Гефест». Под руководством Бориса Баринова «Рекорд — Гефест» завоевал в этом сезоне бронзовые медали. Игроки Татьяна Лёшина, Зоя Именохоева и Ольга Белоколоцкая в составе сборной России принимали участие в международных матчах с командой Швеции.
По итогам сезона в число 22 лауреатов российского женского хоккея вошли защитница Татьяна Мурсалимова и нападающие Анна Коробейникова и Ольга Белоколоцкая. В Кубке России в финале встречались «Октябрь» (Москва) и «Рекорд», победили москвички 11-0. В 1993 году московский «Октябрь» впервые взял Кубок мира.
В сезоне 1993/94 «Рекорд — Гефест» возглавил директор ДЮСШ Валерий Выборов, воспитавший целую плеяду юных хоккеисток, из которых выделялись Елена Баулина и Оксана Дмитриева . Финал Кубка России проходил в Иркутске, опять победителем стал «Октябрь», победивший «Рекорд» 4-3 (3-1, 0-2, 1-0 ОТ), в составе москвичек выделялась Лариса Годяк. В чемпионате москвички также стали первыми, иркутянки получили серебро. Главный тренер сборной Николай Чегодаев включил в сборную пять игроков «Рекорд — Гефеста». Это вратарь Наталья Бородина. Защитник Татьяна Мурсалимова. Полузащитники Ольга Белоколоцкая и Зоя Именохоева. Форвард Анна Коробейникова. Валерий Выборов стал помощником главного тренера.
В 1996 году, последнем сезоне Валерия Выборова, команда выиграла чемпионат страны на большом льду и в ринке, а также Кубок страны. В 1997 году «Рекорд — Гефест», под руководством Сергея Огородникова досрочно выиграл чемпионат страны.
Осенью 1997 года молодые хоккеистки под руководством Сергея Огородникова победили на юниорском Кубке Мира (7х7) в Швеции, в котором участвовало 13 команд, в том числе и сборных. На пути к трофею иркутянки победили сборную Норвегии 9-0, команду Мурманска 6-2, в финале (св. 10000 зрителей) был повержен 6-5 (2-4) сильнейший шведский клуб «Пранас», в этой игре самым полезным игроком была признана Ольга Некрасова (уроженка Уфы), на счету которой было 4 мяча.
В 1991 сборная СССР стала чемпионом Европы, а сборная России в 1994 году сформированная на основе «Октября», и в 1996 году, на основе архангельского «Буревестника» заняла второе место на чемпионатах мира по хоккею с мячом среди женщин, они проводились в шайбистских коробках.

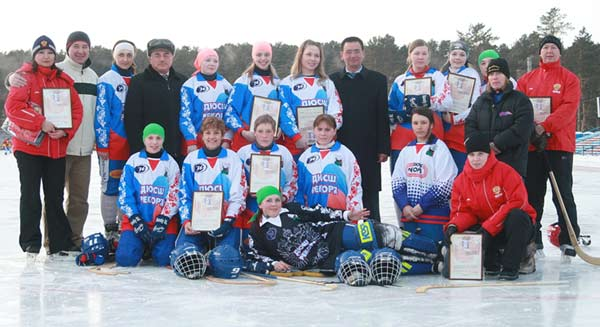
ДЮСШ «Рекорд» 2007 г.

В марте 1998 года в Голландии сборная России стала первой, выиграв на предварительном этапе Норвегию 12-1, Казахстан 8-2 и проиграв шведкам 5-6, Финляндия не участвовала. Полуфиналы: Россия — Казахстан 10-2; Швеция — Норвегия 10-1. Финал Россия — Швеция 4-3. Здесь «Рекорд» представляли Зоя Именохоева, Оксана Дмитриева, Алевтина Саукова (уроженка Москвы, выступавшая за «Рекорд» только в Москве) и Ольга Некрасова, также за команду выступали вратарь Наталья Бородина, Татьяна Мурсалимова (все «Арктика», «Рекорд», «Арктика»), Анастасия Климова, Дунаева, Надежда Лосьева (все «Буревестник»). В 1999 году иркутянки победили в чемпионате страны по ринк — бенди, проходившем в Москве.

### 2000-е годы
В 2000 году игроки «Рекорда» победили и в Чемпионате и в Кубке страны, а в конце года и в Кубке Мира. Состав команды: Татьяна Талаленко. Оксана Проньшина. Ольга Низовцева. Елена Данилова. Екатерина Никонова. Елена Губина. Кристина Башкатова. Екатерина Игошина. Елена Семёнова. Ольга Ларина. Наталья Лужанская. Анастасия Седых.
В результате раскола, произошедшего в клубе в начале 2003 года, на базе стадиона «Рекорд» образована ДЮСШ «Рекорд». Правопреемником хоккейного клуба «Рекорд» является ДЮСШ «Рекорд».
В 2020 году после строительства в Иркутске Ледового дворца "Байкал" команда была переведена в ОГБУ "Спортивная школа "Сибскана", получив современную тренировочную базу и, соответственно, новое название — "Сибскана".

## Достижения
- Двадцатикратный чемпион России среди женских команд;
- Четырёхкратный серебряный призёр чемпионата России;
- Семикратный бронзовый призёр чемпионата России;
- Восьмикратный обладатель Кубка России среди женских команд;
- Четырёхкратный обладатель (1997, 2000, 2001, 2002), серебряный (1999) и бронзовый (1998) призёр Кубка мира среди юниорок;
- Четырёхкратный обладатель Кубка мира среди женских команд (2009, 2012, 2016, 2018);
- Шестикратный серебряный призёр Кубка мира среди женских команд (2004, 2008, 2010, 2013, 2014, 2017).

## Тренеры
В разные годы команду тренировали:
- Р. Б. Гляудель (1986—1987)
- Е. В. Белоусов (1987—1991)
- Б. Ф. Баринов (1991—1992)
- В. С. Выборов (1992—1995)
- С. Р. Огородников (1995—1999)
- П. В. Скуратов (1999—2001)
- З. В. Именохоева (2001—2012)
- А.В. Межуев (2012—2020)